# How Great Is Our God
„How Great Is Our God“ je song složený Chrisem Tomlinem, Jessem Reevesem a Edem Cashem, původně z Tomlinova alba Arriving. Album Arriving se také stalo číslo jedna v hitparádě Hot Christian Songs časopisu Billboard. Song se také objevuje na Tomlinově live albu Live From Austin Music Hall. Jak ukazuje žebříček CCLI top 25 worship songů, je tento od února 2007 nejpopulárnějším worship songem současnosti. Nejpopulárnějším se stal také v hitparádě „Top 20 Worship Songs Chart“ v časopisu 20 the Countdown Magazine. Skladba se v roce 2006 v anketě GMA Dove awards stala „Songem roku“ („Song of the Year“) a „Worship songem roku“ („Worship Song of the Year“). Toto druhé ocenění získala skladba ještě v roce 2008.

## Výskyt v současných albech (v albech, která nejsou Chrise Tomlina)
- WOW Hits 2007
- WOW Worship Aqua
- How Great Is Our God (Passion Event Album)
- Jesus Is
- Mighty to Save (pouze DVD verze)
- A Kid's Point of View
- Alles uit handen (nizozemsky)
- Take Everything

## Úryvek textu
The splendor of a King,
clothed in majesty
Let all the earth rejoice,
all the earth rejoice
He wraps himself in light,
and darkness tries to hide
it trembles at his voice,
trembles at his voice.